# Гуру Чованг

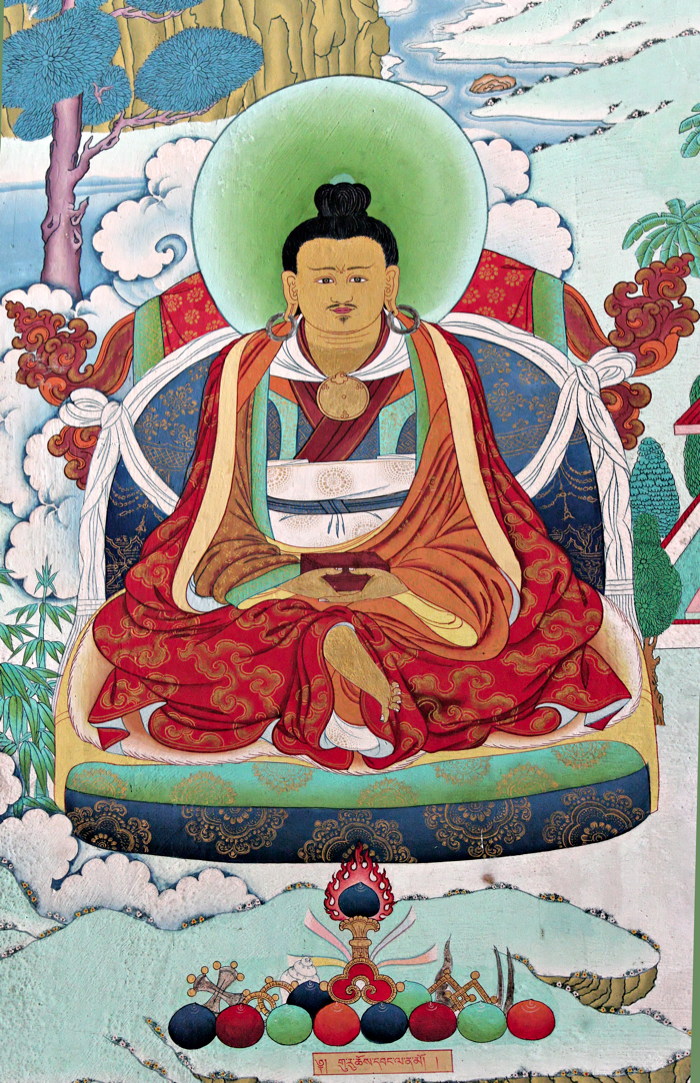
Гуру Чованг

Гуру Чованг (Гуру Чоки Вангчук) (Guru Chowang) (1212 — 1270) — второй из пяти прославленных королей-тертонов, эманация речи царя Трисонга Децена.

## Биография
Пангтон Трупа получил пророчество о том, что он должен жениться на дакини Кагри Вангмо. Разные Мастера предсказывали ему рождение сына, который будет совершать деяния на благо существ и Учения. Когда сын вошёл в матку матери, солнце и луна соединились и исчезли в её макушке, из матки раздался звук "А", и проявились другие чудесные знаки. 
Мальчик родился на рассвете 19 января 1212 года. В это время его отец переписывал золотыми чернилами текст «Песнопение имён Манчжушри» и, проверяя копию, дошёл до слов «Владыка Учения, царь Учения». Сына назвали "Чоки Вангчук" (сокращённо: "Чованг") — "Владыка Учения". 
Отец научил его чтению и письму, когда ребёнку было четыре года.

## Обучение
Позже Чованг изучил:
- тринадцать трактатов по грамматике,
- десять трактатов по принципам поведения,
- четыре великих тома Учений Ваджракилайи,
- наставления по медицине,
- искусство рисования танка и многое другое.
- В десять лет он изучил шесть традиций Ваджрапани в соответствии с Учениями школы Новых переводов. Когда Чованг делал подношение этому божеству, в ритуальном сосуде закипела вода.
- Он выполнил также в полном объёме практики Ямантаки и Ваджракилайи.
- В одиннадцать лет Чованг завершил изучение всех аспектов Учений, относящихся к тантре «Магическая сеть».

Когда ему было тринадцать лет, он получил передачи множества традиций школ Ньингма и Сарма (Старых и Новых переводов), включая традиции Янгдага Херуки, Ямантаки, Великого Сострадающего и Хайягривы.
- В этом же году у Чованга было видение, в котором Тара привела его на вершину хрустальной башни, где он встретился с Ваджрасаттвой и дакини с четырьмя лицами.

- Белое лицо, расположенное спереди, сказало: «Ты должен сохранять Учение Будды».
- Жёлтое лицо, расположенное справа, сказало: «Ты должен распространять истинное Учение».
- Красное лицо, расположенное сзади, сказало: «Ты возвеличишь положение Сангхи».
- Синее лицо, расположенное слева, сказало: «Ты должен усмирить тех, кого трудно учить в эту неблагоприятную эпоху».

Произнеся это, дакини вручила Гуру Човангу белую стрелу с пятью перьями.
- В четырнадцать лет Гуру Чованг изучил логику, «Сборник Абхидхармы»,
- трактат прославленного Шантидэвы «Руководство по образу жизни Бодхисаттвы»,
- «Хеваджра тантру» и другие великие тексты под руководством Мастера Тисе Трогьянга Сарвы.
- Он получил также тайные наставления по Махамудре и Дзогпа Ченпо, Шести Учениям, сутрам и тантрам школ Старых и Новых переводов.
- Отец дал ему передачи всех гневных мантр защитников Учения.
- В семнадцать лет Гуру Чованг встретил Нгадака Дрогона, получил у него Учения Ньянга Рала Ньимы Озера и в совершенстве овладел ими.
- В возрасте восемнадцати лет он получил в Нежи Гангпо обеты порождения Бодхичитты от великого Сакья Пандиты и присутствовал во время освящения Ступы в Лхалунге.

В ту же ночь он отправился во сне в Китай на гору Утайшан, чтобы найти цветок Удумбара. 
Там он увидел сидящего на голубом лотосе возвышенного Манджушри, который дал ему наставление. Когда Гуру Чованг проснулся, он ощутил, что "постиг всё Учение" (Дхарму).

## Открытие Терма
Когда ему было тринадцать лет, в его руки попал список на жёлтом пергаменте, который Трапа Нгонше обнаружил в Самье. Многие шарлатаны пытались открыть Терма с помощью этого списка. Некоторые из них погибли, а другим удалось спастись от молний и града. Если кто-то пытался хранить список дома, его магическое воздействие становилось невыносимым. Когда список бросали в пропасть, в водоворот или прятали под землей, ничто не могло причинить ему вред. Поскольку со списком никто не мог иметь дело, его назвали «Желтый свиток разрушения». 
Отец Гуру Чованга сказал: 
«Что ты будешь делать с этим „Жёлтым свитком разрушения“, который уничтожает все? Ты можешь подкупить смерть?». 
Он похитил свиток и спрятал его. В возрасте двадцати двух лет Гуру Чованг нашел свиток и подружился с одним практикующим, который достиг реализации. С его помощью он обнаружил дополнительный список в долине Намкечен. Охранявший Терма девятиглавый нага и дакини изначального познания вручили ему ключ к открытию Сокровищ. Гуру Чованг нашел пещерное убежище, открыл дверь и обнаружил там грифа размером с гаруду. Он сел на птицу и взлетел в небесные сферы, где встретился с окруженным облаком радужного света Буддой Ваджрасаттвой. 
Гуру Чованг получил посвящение, и ему вручили сосуд с нектаром. Вернувшись в пещеру, он обнаружил бронзовую статую девятиглавого нага и две медные шкатулки. 
Внутри статуи содержались четыре цикла наставлений, а в шкатулках находились сто восемь тайных наставлений. Это первое из восемнадцати Сокровищ, которые открыл Гуру Чованг. Девятнадцатым считается Сокровище Ума — Терма, которое появилось в потоке сознания Тертона. Мастер Тхакорва обнаружил в одном из этих Терма пророчество, говорящее о вторжении в Тибет монгольской армии. Когда он сказал, что сейчас в Тибете нет монголов, Гуру Чованг решил спрятать наставления заново. Две девушки помогли ему оседлать белого крылатого коня и проводили его в сферу Гуру Падмасамбхавы — Гору цвета меди. Великий Орджен дал ему посвящение «Достижения тайн» (тиб. gsang-ba yongs-rdzogs).

## Основные терма открытые Гуру Човангом
Наиболее известные Учения — терма, открытые Гуру Човангом:
- Лама Сангду (bla ma gsang 'dus). "Лама — Собрание Тайн " — Учение по практике Гуру (Ладруб), где содержится известная Семистрочная *Молитва-призывание Гуру Падмасамбхавы.
- Тугдже Ченпо Янгнинг Дупа (thugs rje chen po yang snying 'dus pa) Учение — терма по практике Авалокитешвары.
- Янсанг Пудри (Yang gsang spu gri) Учение — терма по практике Ваджракилайи.
- Кагье Санг Дзонг (bka' brgyad gsang rdzogs) — текст по практике Восьми Садхан Кагье .
- Дзогчен Янгти Сангье Нямджор (rdzogs chen yang ti sangs rgyas mnyam sbyor) — Описывает практику Ати Йоги Дзогчен, раздел Янгти.
- Одиннадцать деяний Падмакары — намтар (жизнеописание Лотосорождённого Гуру).
- Дхарани, содержащая всю сущность Трипитаки (bka' 'gyur ro cog gi snying po bsdus pa’i gzungs)

## Потомки

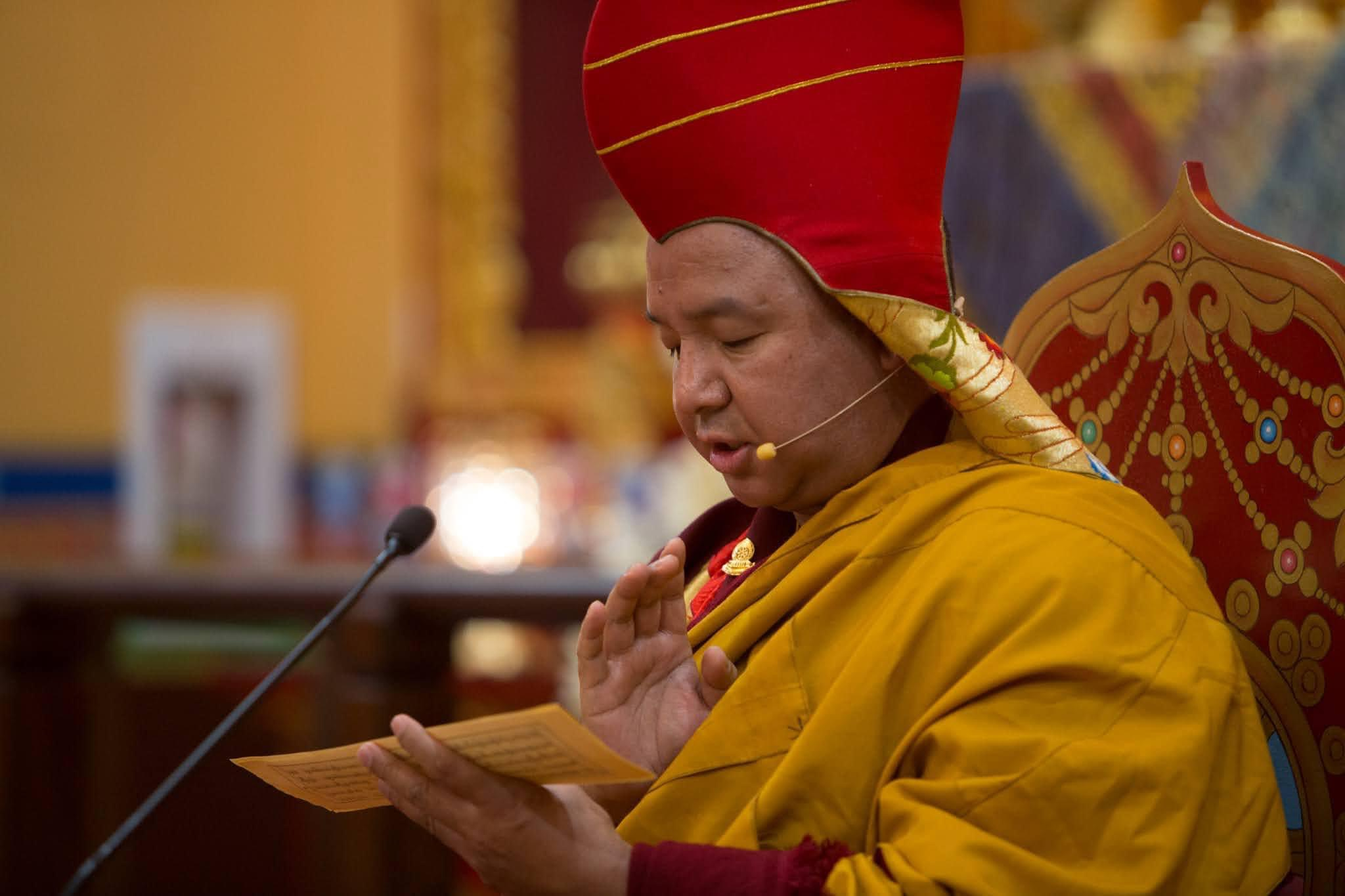
Дунгсе Пема Ринпоче в Расширении прав и возможностей

Потомком 25-го поколения (двадцать пятым потомком Гуру Чёванга) является Дунгсе Пема Ринпоче.
Сегодня он знаменитый Ваджрный Мастер и один из важных учеников девятого Кхенчен Трангу Ринпоче.
В настоящее время он является настоятелем монастыря Трангу в Канаде и настоятелем монастыря Цум в Непале.

## Уход
Гуру Чованг дал своим ученикам устные наставления и, на пятьдесят девятом году жизни, отправился в великий Дворец лотосного света, проявив непостижимые чудеса.

## Ученики
Среди его выдающихся учеников были Пема Вангчен, Ньел Ньима Озер, Мелунгпа Микьо Дордже, Невар Бхаро Тсукдзин и Мани Ринчен из Катока, который ушел в чистую сферу и не оставил материального тела. Все последователи широко распространяли в Тибете, Непале и Индии Учения Гуру Чованга, в особенности, главнейшие из них — ритуалы просветленных деяний Великого Сострадающего. Эти Учения сохранились без перерыва до наших дней.